# Lae, Papua Nya Guinea

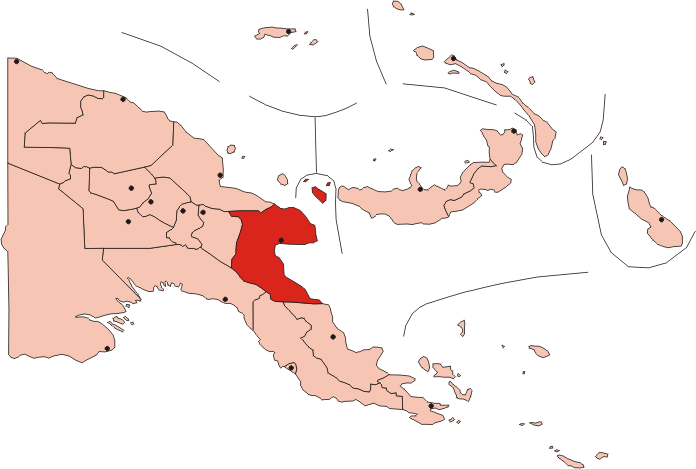
Morobeprovinsen och Lae i Papua Nya Guinea

Lae är den näst största staden i Papua Nya Guinea och huvudstad i provinsen Morobe på ön Nya Guinea. Staden hade år 2000 en befolkning på 78 038 invånare. Staden grundades under den guldrusch som under  1920- och 30-talen pågick kring den närbelägna orten Wau. I Lae fanns då ett flygfält som numera är övergivet till förmån för flygplatsen Lae Nadzab Airport. Staden är en viktig hamnstad.
Utanför staden finns Papua New Guinea University of Technology, även känt som "Unitech".
1937 flög Amelia Earhart från Lae och sågs aldrig igen. 1942 ockuperades staden av Japan och blev en av Japans strategiska baser på Nya Guinea. Området återerövrades av de allierade efter utdragna strider 1943.